# Palazzo De Majo

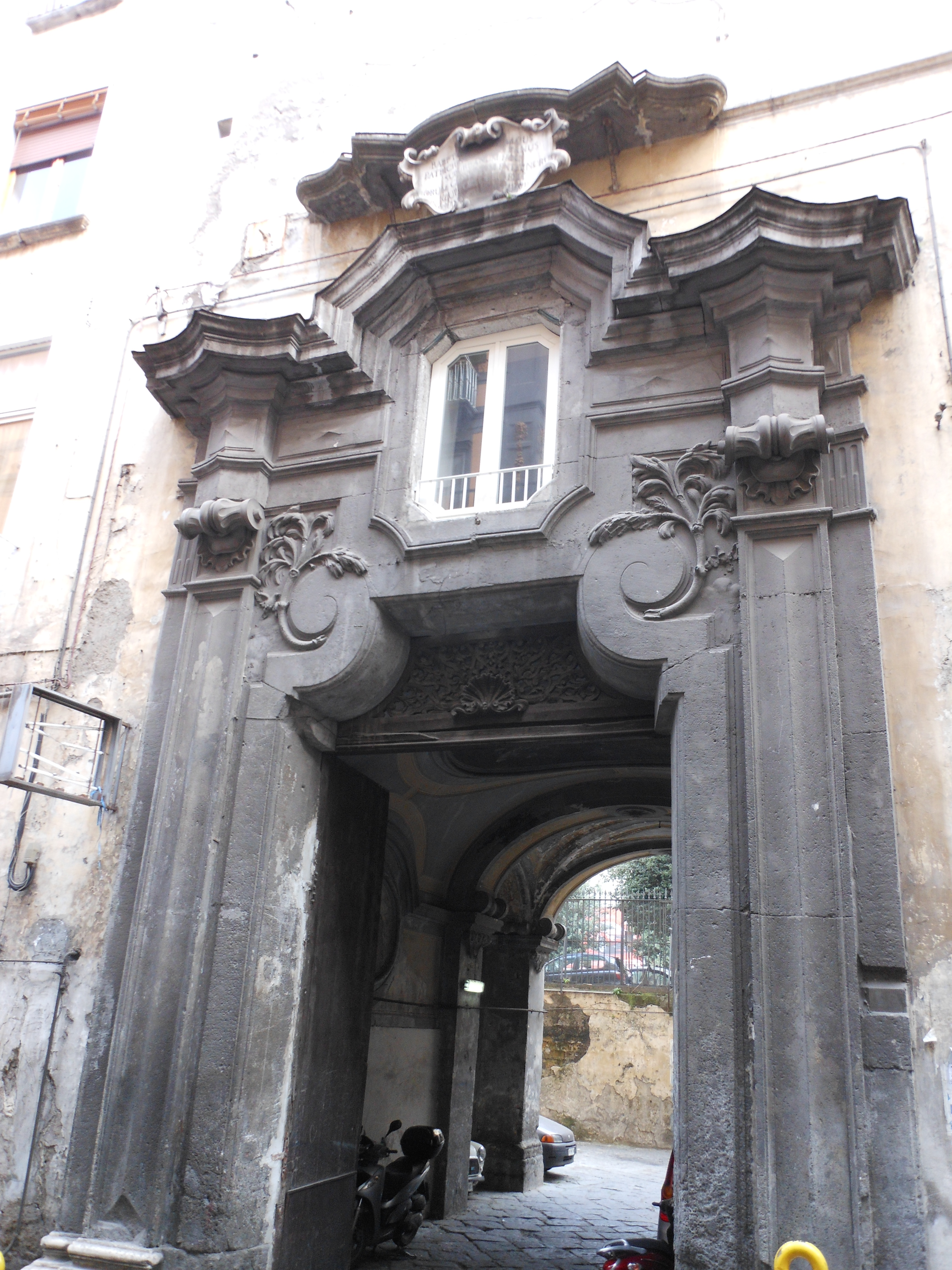
Palazzo De Majo in Neapel: Eingangsportal an der Discesa Sanità

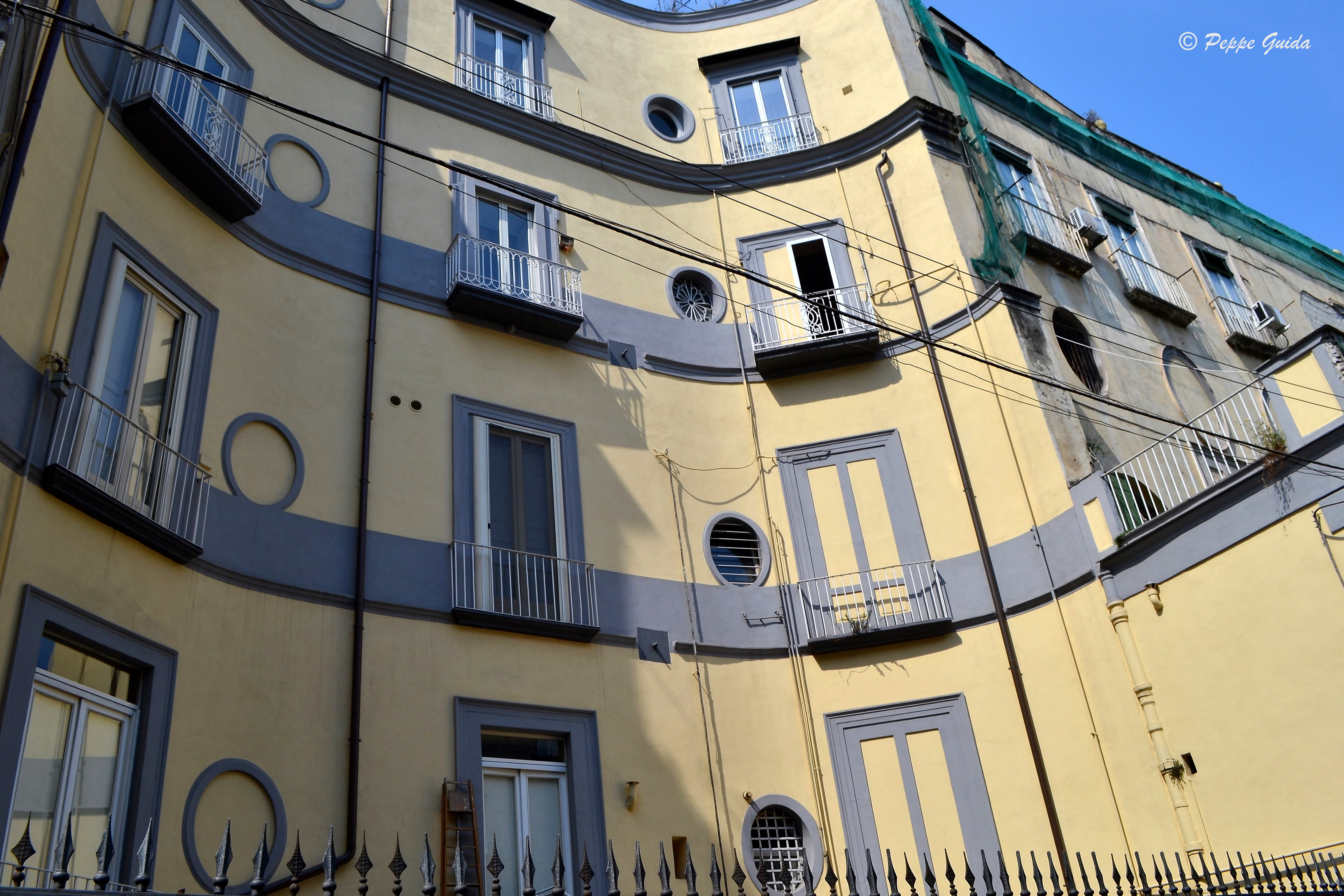
Die Fassade zur Via Santa Teresa degli Scalzi

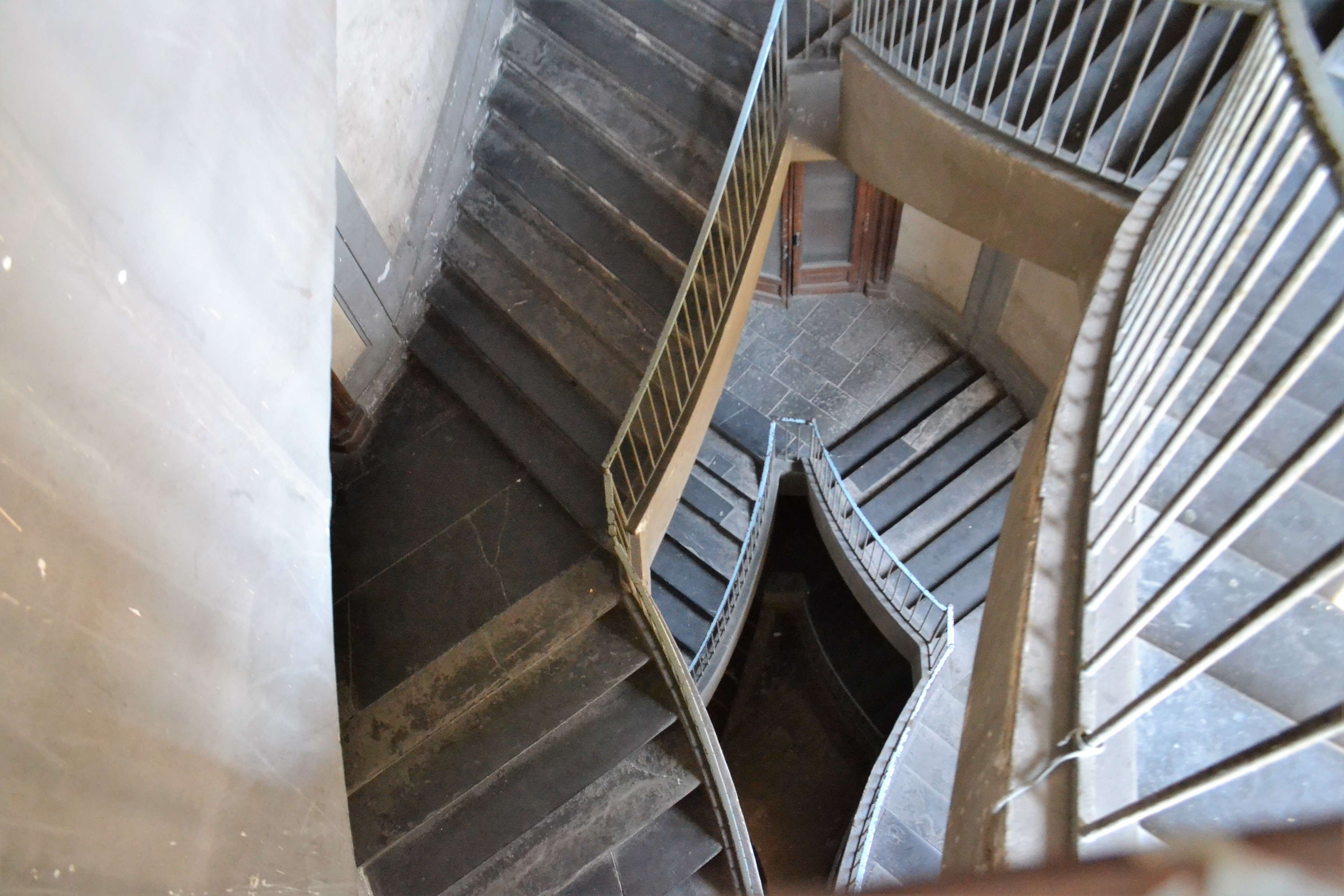
Die Treppe von Sanfelice

Der Palazzo De Majo ist ein Palast aus dem 18. Jahrhundert im Viertel Stella in Neapel in der italienischen Region Kampanien. Er liegt in der Discesa Sanità, 68; von der Via Santa Teresa degli Scalzi aus sieht man in den Hinterhof.

## Geschichte und Beschreibung
Das Gebäude wurde im 18. Jahrhundert im Auftrag des Adligen Bartolomeo de Majo errichtet. Aus kartografischen und dokumentarischen Quellen sieht man, dass der Palast bereits 1718 existierte und 1726 Ferdinando Sanfelice einen Umbau ausführte und so ein eindrucksvolles, barockes Zuhause außerhalb der Stadtmauern schuf.
Sanfelice schuf das majestätische Portal nach dem Modell der Dekorationen von Francesco Borromini. Über dem Portal ist in einer Kartusche die Absicht von De Majo bekundet, einen Palast außerhalb der Stadt bauen zu lassen:

“BARPTOLEMAEUS MAJUS PATRICIUS NEAPOLITANUS SUBURBANUM HOC SUORUM GENTILIUM EXTERNORUM CUI FORS OBTULERIT USUI NO[N] VOLUPTATI PARAVIT“

Das wertvollste Detail ist die typisch barocke Treppe: Sie hat einen rhombischen Grundriss und eine freitragende Struktur, bei der sich die Zugänge zu den Innenräumen (die denselben Stil wie das Eingangsportal aufweisen) auf den Podesten befinden; über diesen Zugängen befinden sich Büsten. Die Treppe liegt auf der linken Seite des Hofes.
Bernardo De Dominici äußert in seinem Werk Vite dei pittori, scultori ed architetti napoletani nicht die geringste Kritik an Sanfelices Art des Umbaus des Palastes; er lobt tatsächlich jeden noch so kleinen Aspekt.
Der Palast war in die Schaffung des Corso Napoleone in den ersten Jahren des 19. Jahrhunderts verwickelt. Tatsächlich ermöglichten die Grabarbeiten, die den polygonalen Innenhof im französischen Jahrzehnt beeinträchtigten, die Schaffung dieses neuen städtischen Boulevards. Damit dieser geradeaus verlaufen konnte, wurde der Hof beschnitten, sodass er sein geschlossenes Aussehen verlor und eine Halbkreisform erhielt. Außerdem wurde die neue Straße auf einem gegenüber dem Palast erhöhten Bodenniveau gebaut.
In den letzten Jahren ließen die Wohnungseigentümer die Fassaden zur Via Santa Teresa degli Scalzi hin restaurieren.